# William d’Alton Mann

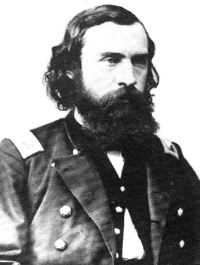
William d’Alton Mann, in Uniform der US-Army

William d’Alton Mann (geboren 27. September 1839 in Sandusky, Ohio; gestorben 17. Mai 1920 in Morristown, New Jersey) war ein US-amerikanischer Geschäftsmann und Zeitungsverleger sowie Offizier der United States Army im Sezessionskrieg.

## Leben
Mann wuchs als Sohn von William R. Mann und Eliza Ford Mann in einer kinderreichen Familie in seiner Geburtsstadt und in Adrian (Michigan) auf. Als Ingenieur ausgebildet, trat er zu Beginn des Bürgerkriegs 1861 dem 1st Michigan Volunteer Cavalry Regiment als Captain bei. 1863 kommandierte er, inzwischen zum Colonel befördert, das 7th Michigan Volunteer Cavalry Regiment in der Schlacht von Gettysburg. Ein Jahr später nahm er seinen Abschied, ließ sich aber weiterhin als Colonel Mann anreden.
Während seiner Armeezeit hatte Mann diverse Patente für Ausrüstungsgegenstände erhalten, die er für die US-Army entwickelt hatte. Mit dem damit erworbenen Geld stieg er ins Ölgeschäft ein. Seine beim Verkauf von Aktien gegebenen Gewinnzusagen konnte er jedoch nicht halten und wurde von Geschäftspartnern verklagt. Er wechselte Ort und Geschäftsfeld, in Mobile (Alabama) erwarb er mehrere Zeitungen. Eine Kongresskandidatur im ersten Kongresswahlbezirk von Alabama für die Demokraten blieb 1869 erfolglos.

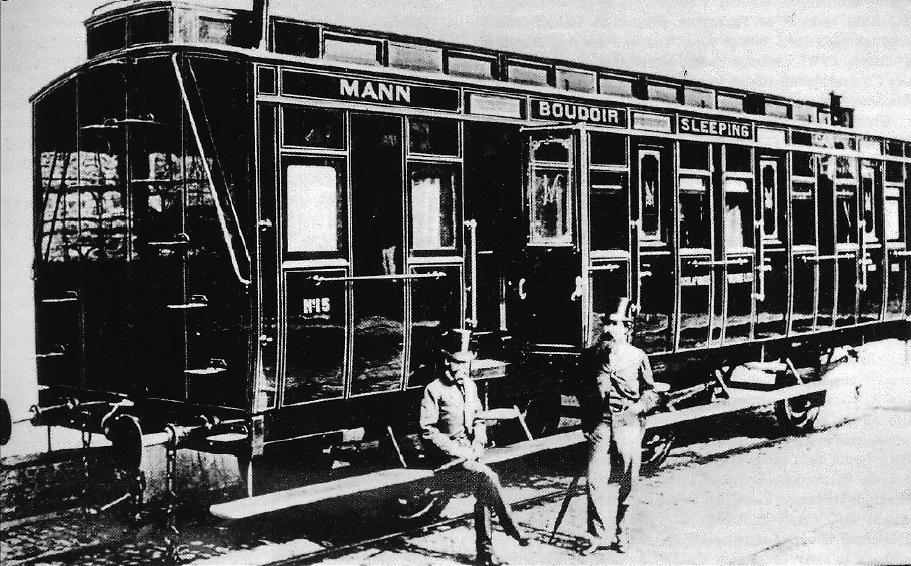
Nagelmackers und Mann (rechts) vor einem ihrer ersten Schlafwagen, 1874

1871 erhielt Mann ein Patent für einen von ihm entwickelten Schlafwagen, den er als Boudoir Car bezeichnet hatte. Versuche, das Fahrzeug in Konkurrenz zu den bereits etablierten Schlafwagen von George Mortimer Pullman bei amerikanischen Eisenbahngesellschaften einzuführen, blieben erfolglos. Mann ging daher mit seinen Ideen nach Europa und gründete zunächst bei London eine Fabrik zum Bau von Schlafwagen. 1873 gründete er zusammen mit Georges Nagelmackers die Mann’s Railway Sleeping Car Company, die ab Juni 1873 ihre ersten Schlafwagenkurse in Europa in Betrieb nehmen konnte. Ende 1874 besaß die Gesellschaft bereits 42 Schlafwagen, aus patentrechtlichen Gründen als Mann Boudoir Sleeping Car bezeichnet. Bis 1875 blieb Mann Präsident der Gesellschaft, dann verkaufte er seine Anteile an Nagelmackers, der 1876 als Nachfolgegesellschaft die Compagnie Internationale des Wagons-Lits gründete, die 53 Schlafwagen auf 22 Kursen von ihrer Vorgängergesellschaft übernahm.
Zurück in den Vereinigten Staaten war Mann ab 1891 Miteigentümer des Klatschmagazins Town Topics, das sein Bruder Eugene 1885 erworben hatte. Er trieb die Auflage des Magazins von 60.000 auf 140.000 Exemplare, indem er die Zeitschrift auf Skandalgeschichten der High Society konzentrierte. Mann gründete in den Folgejahren weitere Ableger des erfolgreichen Blatts. 1900 brachte er The Smart Set auf den Markt, eine anspruchsvollere Literaturzeitschrift. Mann versuchte zudem, durch die Herausgabe eines Jahrbuchs Fads and Fancies of Representative Americans at the Beginning of the Twentieth Century die darin porträtierten Prominenten zu erpressen und ließ sich darin, wie auch in Town Topics, das Verschweigen von Gerüchten oder Skandalen bezahlen. In einem Streit mit Norman Hapgood, dem Herausgeber des Konkurrenzblattes Collier’s, scheiterte Mann schließlich und wurde wegen Meineids verurteilt. 1911 musste er Smart Set verkaufen. Weitere Zeitschriftengründungen waren wenig erfolgreich.
Mann starb 1920 an Komplikationen infolge einer Lungenentzündung. Er wurde auf dem Woodlawn Cemetery in Bronx, New York City, beigesetzt.